# Fantasma Vermelho
Fantasma Vermelho (em inglês Red Ghost) é o codinome de Ivan Kragoff, um super-vilão russo inimigo do Quarteto Fantástico e do Homem de Ferro. Ele possui como auxiliares três super-macacos. Foi criado por Stan Lee e Jack Kirby em Fantastic Four #13 (Abril, 1963) e #29 (Agosto, 1964).

## Origem ficcional
Ivan Kragoff nasceu em Leningrado, nos tempos em que a cidade fazia parte da União Soviética. Antes de se tornar o super-vilão Fantasma Vermelho, Ivan era um cientista soviético envolvido no projeto de enviar um homem à Lua, primazia disputada com os estadunidenses durante a chamada "corrida espacial" dos anos 60. Ele reuniu uma tripulação com três macacos — Mikhlo, o Gorila, Igor, o babuíno, e Peotr, o Orangotango — que treinou para uma viagem à Lua numa nave planejada por ele. Ele ouviu falar da história do Quarteto Fantástico, e propositalmente, projetou sua nave para receber uma dose de raios cósmicos. Assim, ele e sua tripulação também ganharam superpoderes: Kragoff ganhou a habilidade de ficar intangível e invisível como um "fantasma", Mikhlo se tornou super-forte e super-resistente, Igor pode se transformar em objetos próximos, e Peotr consegue controlar a gravidade ou magnetismo (conforme o roteirista). Todos os macacos ficaram mais inteligentes. 
Logo que consegue seus poderes, o Fantasma Vermelho se encontra com o Quarteto Fantático na Lua e com ajuda de seus auxiliares símios, os enfrenta numa luta. Os heróis pretendiam investigar a área da Zona Azul e depois descobrem ser a mesma habitada pelo Vigia (que na tradução da Ebal era chamado de Observador), que então tem sua primeira aparição. No final da luta, os macacos se rebelam contra o seu comandante humano.

## Homem de Ferro
Kragoff perdeu seus poderes originais e chantegeou o perturbado Unicórnio para auxiliá-lo a roubar uma máquina intensificadora de raios cósmicos de Tony Stark. Conseguindo se submeter aos raios intensificados, ele ganhou novos poderes (seu corpo ficou gasoso como uma névoa vermelha) e também deu poderes a uma dupla de novos macacos treinados,  Alfa e Beta. Na luta entre o Homem de Ferro e o Unicórnio, Kragoff acabou sendo derrotado quando os macacos se voltaram contra ele. Depois voltou aliado a Attuma e juntos enfrentaram os Defensores, sendo derrotados.

## Atos de Vingança
Ainda intangível, o Fantasma Vermelho penetrou numa nave pilotada pelo Senhor Fantástico, que pretendia revitalizar seus poderes com nova carga de ráios cósmicos. Invisível do herói por dias, ele conseguiu receber nova radiação, o que fez com que retomasse o controle de seus poderes. Adicionalmente, ele conseguia agora fazer com que objetos também ficassem intangíveis. Com esses novos poderes, ele enfrentou o super-herói Quasar durante o evento Atos de Vingança.

## Novos Guerreiros
O Super-macacos se separaram do Fantasma Vermelho e começaram a agir por contra própria. Em Salina, Kansas, eles foram confrontados pelos Novos Guerreiros. 

## Histórias recentes
Os Super-Macacos e o Fantasma Vermelho voltaram a se reunir, com os símios agora tentando fazer com que sua espécie sobrepuje a dos humanos. Eles instalaram um Estado Comunista chamado República Símia Socialista da Niganda, cujo lema era "Um país onde novas formas de socialismo marxista-leninista poderão crescer, baseados na pureza do mundo dos macacos".

## Adaptações

### Televisão
- O Fantasma Vermelho aparece na série animada de 1967 do Quarteto Fantástico.
- No desenho animado do Homem de Ferro, o vilão criou MODOK.
- Aparece também em Os vingadores: os super-heróis mais poderosos da terra, no mesmo episódio que o vilão Ultron.

### Vídeo games
- O Fantasma Vermelho e os Super-Macacos aparecem como inimigos no jogo Fantastic Four: Rise of the Silver Surfer. A luta se dá numa estação espacial.

## Outras Versões

### Ultimate
Nessa versão (Ultimate Fantastic Four #47 (Dezembro, 2007)), Kragoff trabalha em seu laboratório na Sibéria, e primeiro faz experimentos com um urso de nome Misha, que consegue falar. Ele se comunica com o Dr. Franklin Storm e o persuade a mostrar seu trabalho para o Quarteto Fantástico. O assistente Sorba destrói seus planos e o captura. Sorba quer reviver uma mulher chamada Irina, que pensa que está morta, usando a energia da Zona Negativa para fundir o corpo da mulher com o da Mulher Invisível. Na sequência da história, Sorba se transforma num símio deformado e monstruoso.